# Gedern
Gedern ist eine Kleinstadt im Nordosten des hessischen Wetteraukreises. Der Ort war ein anerkannter Luftkurort. Seit dem März 2023 darf sich Gedern Tourismusort nennen und entsprechende Beiträge von Übernachtungsgästen erheben.

## Geografie

### Geografische Lage
Die Stadt Gedern liegt ca. 50 km nordöstlich von Frankfurt am Main am Rande des Vogelsberges, etwa in der Mitte Hessens. Sie liegt in einem Tal des Mittelgebirges Vogelsberg, ungefähr in der Mitte zwischen Fulda (37 km) und Frankfurt am Main (50 km). Sie ist Teil des Naturparks Vulkanregion Vogelsberg. Gedern liegt auf einer Höhe von 357 m.

### Stadtgliederung und Nachbargemeinden
Gedern besteht aus den Stadtteilen Gedern, Mittel-Seemen, Nieder-Seemen, Ober-Seemen, Steinberg und Wenings.
Im Norden grenzt Gedern an die Stadt Schotten (Vogelsbergkreis), im Nordosten an die Gemeinde Grebenhain (Vogelsbergkreis), im Osten an die Gemeinde Birstein (Main-Kinzig-Kreis), im Süden an die Gemeinde Kefenrod, im Südwesten an die Stadt Ortenberg sowie im Westen an die Gemeinde Hirzenhain. Gedern grenzt direkt an den Vogelsbergkreis.

## Geschichte

### Mittelalter
Gedern wurde am 24. Mai 780 erstmals in einer vom Kloster Lorsch ausgestellten Urkunde als Gauuirada/Gauuirida erwähnt. 797 schenkte Regniher die Gederner Marienkirche samt 18 Hörigen dem Kloster Lorsch. 1000 n. Chr. wird Gedern in einer Fuldaer Urkunde als „Gewiridi“ erwähnt, 1187 wird „Wenings“ erstmals in einem Besitzverzeichnis der Johanniter zu Nidda erwähnt. 1247 fiel Gedern nach dem Tod Gerlachs von Büdigen an die Herren von Breuberg und Trimberg. Erbberechtigt waren die Geschlechter Kempenich, Ysenburg und Breuberg.
1316 belehnte Erzbischof Balduin von Trier Eberhard III. von Breuberg mit der Gerichtsbarkeit von Gedern und der Hälfte des Ortes. 1320 wird Ober-Seemen erstmals als „Ober-Siemene“ erwähnt, als Luther von Isenburg in einer Urkunde den Verkauf des „Zehnten“ bestätigte. Das Landgericht Gedern fiel 1327 an Trimberg. 1336 verlieh Kaiser Ludwig der Bayer Wenings die Stadtrechte. Die erste Pestwelle suchte Gedern in den Jahren 1348–1352 heim. Die Verleihung der Markt- und Stadtrechte an Konrad von Trimberg für den Ort „Gaudern“ (Gedern) durch Kaiser Karl IV. erfolgte 1356. Die Linie Trimberg starb 1376 aus und „Gaudern“ (Gedern) fiel an Eppstein-Königstein. 1381 verpfändete Eberhard von Eppstein das Gederner Gericht an Engelbert von Lißberg und an die Herren von Hanau und Schlitz. 1398 fand Gottfried von Eppstein mit 330 Gulden den Johann von Rodenstein in Lißberg ab; die Herren von Lißberg waren ausgestorben. 1424 waren alle Pfandrechte an Gedern abgelöst, somit war Eppstein Alleinbesitzer. Während des Bauernaufstandes 1431 wurden die Eisenhütten von Gedern und Hirzenhain zerstört. 1465 kaufte Eberhard von Eppstein die Wüstung „Klein Niddern“, somit wird auch die Waldschmiede von Gedern urkundlich erwähnt. Wenings wurde im Jahre 1467 zur Festungsstadt erklärt, nachdem die Stadtmauer, fünf Türme sowie drei mächtige Tore fertiggestellt worden waren.
1468 wurde eine Urkunde über die Verleihung der Pfarrstelle in Gedern ausgestellt. Daraus geht auch hervor, dass die Kirchen in Ober-, Mittel- und Niederseemen sowie in Volkartshain von der Kirche in Gedern abhängig waren. Im Jahr 1497 fiel das Gericht Gedern an das Haus Königstein, sieben Jahre später (1504) schied Böß-Gesäß aus dem Gericht Gedern aus.

### Frühe Neuzeit

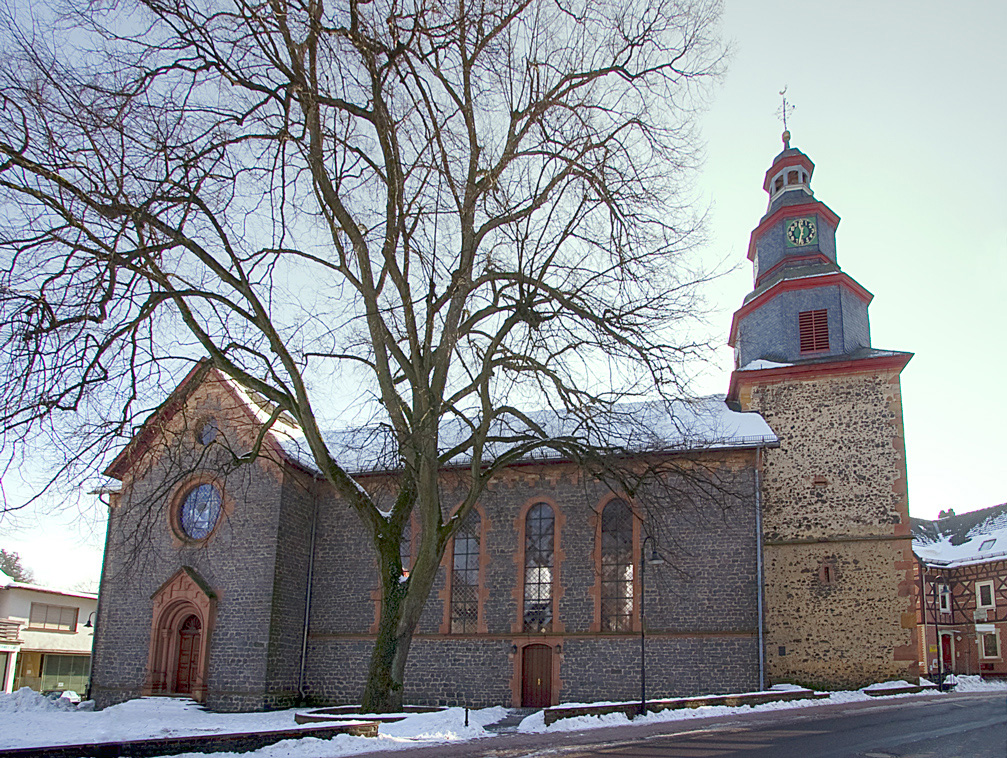
Evangelische Kirche, erbaut 1847

1524 wurden Gedern und Wenings lutherisch. 1530 wurde der Betrieb der Eisenhütte am Schmitterberg eingestellt; heute ist noch gut zu erkennen, wo sich der Erzbruch in etwa befand. Mit Eberhard IV. von Eppstein-Königstein starb sein Geschlecht 1535 in der männlichen Linie aus, und die Herrschaft Gedern fiel an seinen Neffen Graf Ludwig II. von Stolberg-Wernigerode. Am 29. Juli 1568 erhielt die Stadt „Gaidern“ durch Kaiser Maximilian II. das Recht, zwei Jahrmärkte abzuhalten. 1572 wurde die Eisenhütte „Schmitterberg“ an Hirzenhain verpachtet. Die bei den Bauernaufständen zerstörte Eisenhütte Gedern wurde 1585 neu errichtet.
Gedern gehört zu den Gebieten, in denen das Solmser Landrecht von 1571 gewohnheitsrechtlich, aber nur teilweise rezipiert, wurde. Das galt insbesondere für die Bereiche Vormundschaftsrecht, Erbleihe und eheliches Güterrecht. Im Übrigen galt das Gemeine Recht. Erst das Bürgerliche Gesetzbuch, das einheitlich im ganzen Deutschen Reich galt, setzte zum 1. Januar 1900 das alte Partikularrecht außer Kraft.
1635 erreichte die zweite Pestwelle die Stadt. 1638 wurde die Grafschaft Stolberg geteilt, Gedern wurde Sitz der älteren Linie. Nach Ende des Dreißigjährigen Krieges waren Stadt und umliegende Dörfer fast vollständig entvölkert.
Zwischen 1675 und 1710 baute Graf Ludwig Christian das Schloss Gedern zu seiner Residenz aus. 1678 wurde ein Galgen, 1679 die Brauerei errichtet, 1710 das Rentamt fertiggestellt. Die jetzige barocke Turmhaube, die einen gotischen Spitzturm ersetzte, erhielt die Gederner Kirche im Jahre 1738.
1742 wurde Graf Friedrich Karl von Kaiser Karl VII. gegen Zahlung einer beträchtlichen Geldsumme in den Fürstenstand erhoben.

### Beginn der Neuzeit
Nach dem Aussterben der Linie Stolberg-Gedern im Jahre 1804 fiel Gedern an die Hauptlinie der Grafen zu Stolberg-Wernigerode, die bereits 1806 Gedern durch die Rheinbundakte an das Großherzogtum Hessen abtreten mussten.
Das Gederner Kirchenschiff wurde 1884 zur Basilika umgebaut.
1888 wurde die Oberwaldbahn (Eisenbahnlinie Stockheim–Gedern) fertiggestellt.
1905 wurden die ersten Wasserleitungen in Gedern verbaut, hierbei wurden auf der heutigen Frankfurter- und Lauterbacherstraße Mauerreste entdeckt, die auf Stadttore schließen lassen, jedoch keine großen. Die steilste in Deutschland zulässige Bahntrasse wurde 1906 eröffnet. Sie umfasste die Strecke von Gedern nach Ober-Seemen (Stand 1995). Heute verläuft hier der Vulkanradweg.
1907 wurde das Fransecky-Denkmal enthüllt, es musste in den 1960ern dem Neubau der Volksbank und des Parkdecks weichen. 1925 wurde Gedern in den Bund oberhessischer Städte aufgenommen. 1926 zählte Gedern zum Kreis Büdingen. Ebenfalls 1926 erhielt Gedern sein Stadtwappen.
1929 wurde das Bezirkskrankenhaus erbaut und in Betrieb genommen.

### Zeit des Nationalsozialismus und Gedenken

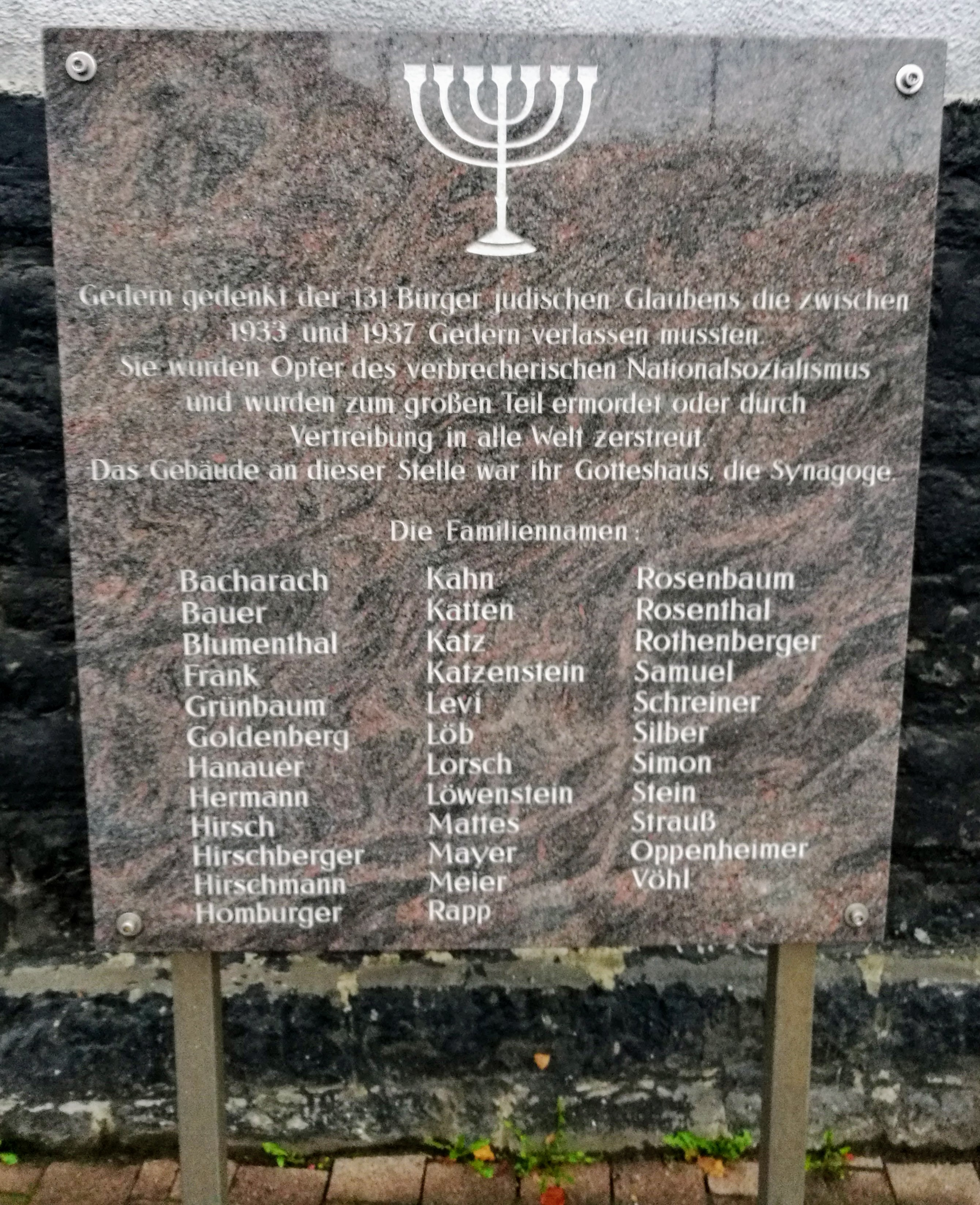
Gedenktafel für die jüdischen Opfer des NS-Regimes in Gedern

Bereits wenige Wochen nach der Machtergreifung durch die Nationalsozialisten kam es in Gedern zu gewalttätigen antisemitischen Ausschreitungen, die von der örtlichen SA initiiert wurden. Bereits am Abend des 13. März 1933 traf sich eine Menschenmenge auf dem Schlossberg und zog danach vom nördlichen Ende Gederns Richtung Stadtkern. Von dort lief die Menge über die Mühlstraße und die Untergasse weiter. Auf ihrem Weg wurden wenigstens zwölf jüdische Familien heimgesucht und auf offener Straße sowie nach gewaltsamem Eindringen in deren Wohngebäude teils schwer misshandelt. Dabei kamen Knüppel und Motorradketten zum Einsatz. Die Schreie der Misshandelten waren weithin zu hören, wie in einem Gerichtsprotokoll vom Landgericht Gießen aus dem Jahre 1949 festgehalten wurde.
Am Abend des 26. September 1933 fand eine zweite Terroraktion gegen jüdische Einwohner aus Gedern statt. Wenigstens vier jüdische Männer wurden gewaltsam zu Reinigungsarbeiten herangezogen. Sie mussten unter Zwang Wahlparolen der Eisernen Front entfernen und wurden dabei von Angehörigen der SA beaufsichtigt und auf ihrem Weg zu den Wahlplakaten misshandelt. Dies fand unter Beifall von etwa 100 bis 200 ortsansässigen Zuschauern statt.
Im Jahre 1933 lebten noch 118 jüdische Personen in Gedern, aber bereits 1937 waren alle zuvor in Gedern ansässigen Juden aufgrund der Repressalien geflohen. Die Existenzgrundlage war der jüdischen Gemeinde durch Boykott der Geschäfte entzogen worden. Viele versuchten die Flucht in die Anonymität nach Frankfurt am Main, einige wanderten direkt ins Ausland aus.
Nach dem Zweiten Weltkrieg wurde die örtliche Synagoge in ein Wirtshaus umgewandelt. Durch den Umbau des Hauses deutet heute nichts mehr auf die ehemalige Nutzung hin. Im Jahr 2010 wurde vor dem Gebäude eine Gedenktafel errichtet, auf der 35 Namen von Familien genannt sind, die zwischen 1933 und 1937 Gedern verlassen mussten. Der neue und der alte Judenfriedhof von Gedern wurden nach dem Zweiten Weltkrieg in einen würdigen Zustand versetzt und werden seitdem fortlaufend von der Kommune gepflegt.

### Nach dem Zweiten Weltkrieg
Ab 1950 profilierte sich Gedern nach und nach als Familienferienort. Später erfolgte der Ausbau zum Luftkurort.
1952 erwarb die Katholische Kirche ein Grundstück, um ihr Gotteshaus zu errichten, Weihnachten 1954 wurde dort der erste Gottesdienst abgehalten.
1969 verschwisterte sich die Stadt Wenings, seit 1971 ein Teil von Gedern, mit der französischen Stadt Nucourt.

### Hessische Gebietsreform
Die Stadt Gedern in ihren heutigen Grenzen entstand im Jahre 1972 durch die Gebietsreform in Hessen. Zugleich wurde die Stadt zum 1. August 1972 Teil des neu gebildeten Wetteraukreises.

#### Eingemeindungen
Im Zuge der Gebietsreform in Hessen wurden auf freiwilliger Basis eingegliedert: Am 1. Dezember 1970 die bis dahin selbständige Gemeinde Ober-Seemen; am 1. Juli 1971 kam Steinberg hinzu; Burkhards, Kaulstoß, Mittel-Seemen, Nieder-Seemen, Sichenhausen und die Stadt Wenings folgten am 31. Dezember 1971.
Für alle nach Gedern eingegliederten ehemaligen Gemeinden sowie für die Kernstadt wurde je ein Ortsbezirk gebildet.

#### Ausgliederungen
Ursprünglich war man davon ausgegangen, dass neben der Stadt Schotten auch Gedern in den neuen Vogelsbergkreis wechseln würde, doch Gedern entschied sich für den Wetteraukreis. So wurden die ehemaligen Vogelsberggemeinden Burkhards, Kaulstoß und Sichenhausen am 1. August 1972 an die Nachbarstadt Schotten abgetreten.
Aufgrund der ehemaligen Zugehörigkeit zu Gedern haben die Dörfer Burkhards, Kaulstoß und Sichenhausen heute noch die gleiche Vorwahl wie die Stadt Gedern, des Weiteren gehen die Schüler nach Gedern zur Schule.

### Antisemitismus in Gedern
1987 bis 1989 kam Gedern bundesweit in die Schlagzeilen, als der jüdische Arzt Dan Kiesel in Gedern antisemitischen Anfeindungen ausgesetzt war und daraufhin die Stadt verließ. Die Zeit, die taz, das ZDF und andere berichteten. Kiesel sah sich Telefonterror, Sachbeschädigung und Brandstiftung ausgesetzt. Einige Gederner Bürger wehrten sich gegen die „Pressehetze gegen Gedern“, was sogar im hessischen Landtag debattiert wurde; außer reißerischen Reportagen gebe es keinerlei Beweise für Verfolgungen und Attentatsversuche gegen Dan Kiesel. Die Landesärztekammer Hessen sprach unverzüglich Erklärungen gegen die Hetze gegen Dan Kiesel aus.

### Verwaltungsgeschichte im Überblick
Die folgende Liste zeigt die Staaten und Verwaltungseinheiten, denen Gedern angehört(e):
- vor 1601: Heiliges Römisches Reich, Amt Ortenberg (Kondominat des Wetterauer Grafenvereins)
- ab 1601: Heiliges Römisches Reich, Grafschaft Stolberg-Wernigerode, Amt Gedern
- ab 1677: Heiliges Römisches Reich, Grafschaft Stolberg-Gedern, Amt Gedern
- ab 1806: Großherzogtum Hessen (Souveränitätslande),[Anm. 2]. Fürstentum Oberhessen, Amt Gedern (zur Standesherrschaft Stolberg gehörig)
- ab 1815: Großherzogtum Hessen (Souveränitätslande), Provinz Oberhessen, Amt Gedern[24]  (zur Standesherrschaft Stolberg gehörig)
- ab 1821: Großherzogtum Hessen, Provinz Oberhessen, Landratsbezirk Nidda[25][Anm. 3]
- ab 1832: Großherzogtum Hessen, Provinz Oberhessen, Kreis Nidda
- ab 1848: Großherzogtum Hessen, Regierungsbezirk Nidda
- ab 1852: Großherzogtum Hessen, Provinz Oberhessen, Kreis Nidda
- ab 1867: Norddeutscher Bund, Großherzogtum Hessen, Provinz Oberhessen, Kreis Nidda
- ab 1871: Deutsches Reich, Großherzogtum Hessen, Provinz Oberhessen, Kreis Nidda
- ab 1874: Deutsches Reich, Großherzogtum Hessen, Provinz Oberhessen, Kreis Schotten
- ab 1918: Deutsches Reich, Volksstaat Hessen, Provinz Oberhessen, Landkreis Schotten
- ab 1938: Deutsches Reich, Volksstaat Hessen, Landkreis Büdingen[26][Anm. 4]
- ab 1945: Deutsches Reich, Amerikanische Besatzungszone, Groß-Hessen,[Anm. 5] Regierungsbezirk Darmstadt, Landkreis Büdingen
- ab 1946: Deutsches Reich, Amerikanische Besatzungszone, Hessen, Regierungsbezirk Darmstadt, Landkreis Büdingen
- ab 1949: Bundesrepublik Deutschland, Hessen, Regierungsbezirk Darmstadt, Landkreis Büdingen
- ab 1972: Bundesrepublik Deutschland, Hessen, Regierungsbezirk Darmstadt, Wetteraukreis

## Bevölkerung

### Einwohnerstruktur 2011
Nach den Erhebungen des Zensus 2011 lebten am Stichtag, dem 9. Mai 2011, in Gedern 7594 Einwohner. Darunter waren 400 (5,3 %) Ausländer, von denen 135 aus dem EU-Ausland, 198 aus anderen europäischen Ländern und 67 aus anderen Staaten kamen. (Bis zum Jahr 2020 erhöhte sich die Ausländerquote auf 9,0 %.) Nach dem Lebensalter waren 1348 Einwohner unter 18 Jahren, 3061 zwischen 18 und 49, 1630 zwischen 50 und 64 und 1559 Einwohner waren älter. Die Einwohner lebten in 2967 Haushalten. Davon waren 734 Singlehaushalte, 848 Paare ohne Kinder und 1071 Paare mit Kindern, sowie 260 Alleinerziehende und 54 Wohngemeinschaften. In 615 Haushalten lebten ausschließlich Senioren und in 1912 Haushaltungen lebten keine Senioren.

### Einwohnerentwicklung
| Gedern: Einwohnerzahlen von 1834 bis 2020 | Gedern: Einwohnerzahlen von 1834 bis 2020 | Gedern: Einwohnerzahlen von 1834 bis 2020 | Gedern: Einwohnerzahlen von 1834 bis 2020 | Gedern: Einwohnerzahlen von 1834 bis 2020 |
| --- | ----------------------------------------- | ----------------------------------------- | ----------------------------------------- | ----------------------------------------- |
| Jahr |                                           |                                           |                                           | Einwohner                                 |
| 1834 | 1834                                      |                                           | 2.134                                     | 2.134                                     |
| 1840 | 1840                                      |                                           | 2.251                                     | 2.251                                     |
| 1846 | 1846                                      |                                           | 2.216                                     | 2.216                                     |
| 1852 | 1852                                      |                                           | 2.087                                     | 2.087                                     |
| 1858 | 1858                                      |                                           | 2.040                                     | 2.040                                     |
| 1864 | 1864                                      |                                           | 1.774                                     | 1.774                                     |
| 1871 | 1871                                      |                                           | 1.789                                     | 1.789                                     |
| 1875 | 1875                                      |                                           | 1.782                                     | 1.782                                     |
| 1885 | 1885                                      |                                           | 1.679                                     | 1.679                                     |
| 1895 | 1895                                      |                                           | 1.714                                     | 1.714                                     |
| 1905 | 1905                                      |                                           | 1.827                                     | 1.827                                     |
| 1910 | 1910                                      |                                           | 1.821                                     | 1.821                                     |
| 1925 | 1925                                      |                                           | 2.030                                     | 2.030                                     |
| 1939 | 1939                                      |                                           | 2.160                                     | 2.160                                     |
| 1946 | 1946                                      |                                           | 3.207                                     | 3.207                                     |
| 1950 | 1950                                      |                                           | 3.209                                     | 3.209                                     |
| 1956 | 1956                                      |                                           | 2.973                                     | 2.973                                     |
| 1961 | 1961                                      |                                           | 2.989                                     | 2.989                                     |
| 1967 | 1967                                      |                                           | 3.171                                     | 3.171                                     |
| 1970 | 1970                                      |                                           | 3.229                                     | 3.229                                     |
| 1973 | 1973                                      |                                           | 6.656                                     | 6.656                                     |
| 1975 | 1975                                      |                                           | 6.697                                     | 6.697                                     |
| 1980 | 1980                                      |                                           | 6.892                                     | 6.892                                     |
| 1985 | 1985                                      |                                           | 6.942                                     | 6.942                                     |
| 1990 | 1990                                      |                                           | 7.064                                     | 7.064                                     |
| 1995 | 1995                                      |                                           | 7.424                                     | 7.424                                     |
| 2000 | 2000                                      |                                           | 7.761                                     | 7.761                                     |
| 2005 | 2005                                      |                                           | 7.819                                     | 7.819                                     |
| 2010 | 2010                                      |                                           | 7.493                                     | 7.493                                     |
| 2011 | 2011                                      |                                           | 7.594                                     | 7.594                                     |
| 2015 | 2015                                      |                                           | 7.456                                     | 7.456                                     |
| 2020 | 2020                                      |                                           | 7.259                                     | 7.259                                     |
| Datenquelle: Historisches Gemeindeverzeichnis für Hessen: Die Bevölkerung der Gemeinden 1834 bis 1967. Wiesbaden: Hessisches Statistisches Landesamt, 1968. Weitere Quellen: LAGIS; Hessisches Statistisches Informationssystem; Zensus 2011 nach 1970 einschließlich der im Zuge der Gebietsreform in Hessen eingegliederten Orte. |                                           |                                           |                                           |                                           |

### Historische Religionszugehörigkeit
| • 1961: | 2491 evangelische (= 83,34 %), 451 katholische (= 15,09 %) Einwohner                         |
| • 1987: | 5366 evangelische (= 81,2 %), 761 katholische (= 11,5 %), 483 sonstige (= 7,3 %) Einwohner   |
| • 2011: | 5103 evangelische (= 67,2 %), 787 katholische (= 10,4 %), 1704 sonstige (= 22,4 %) Einwohner |

## Politik

### Stadtverordnetenversammlung
Die Kommunalwahl am 14. März 2021 lieferte folgendes Ergebnis, in Vergleich gesetzt zu früheren Kommunalwahlen:
| Sitzverteilung in der Stadtverordnetenversammlung 2021Insgesamt 29 Sitze - SPD: 5 - UBG: 3 - FWG: 13 - CDU: 8 | Parteien und Wählergemeinschaften | Parteien und Wählergemeinschaften           | 2021  | 2021  | 2016  | 2016  | 2011  | 2011  | 2006  | 2006  | 2001  | 2001  |
| Sitzverteilung in der Stadtverordnetenversammlung 2021Insgesamt 29 Sitze - SPD: 5 - UBG: 3 - FWG: 13 - CDU: 8 | Parteien und Wählergemeinschaften | Parteien und Wählergemeinschaften           | %     | Sitze | %     | Sitze | %     | Sitze | %     | Sitze | %     | Sitze |
| Sitzverteilung in der Stadtverordnetenversammlung 2021Insgesamt 29 Sitze - SPD: 5 - UBG: 3 - FWG: 13 - CDU: 8 | FWG                               | Freie Wählergemeinschaft Gedern             | 43,5  | 13    | 32,5  | 9     | 27,8  | 9     | 25,7  | 8     | 20,9  | 7     |
| Sitzverteilung in der Stadtverordnetenversammlung 2021Insgesamt 29 Sitze - SPD: 5 - UBG: 3 - FWG: 13 - CDU: 8 | CDU                               | Christlich Demokratische Union Deutschlands | 28,6  | 8     | 36,2  | 11    | 33,5  | 10    | 35,9  | 11    | 35,6  | 11    |
| Sitzverteilung in der Stadtverordnetenversammlung 2021Insgesamt 29 Sitze - SPD: 5 - UBG: 3 - FWG: 13 - CDU: 8 | SPD                               | Sozialdemokratische Partei Deutschlands     | 16,1  | 5     | 20,0  | 6     | 25,8  | 8     | 24,0  | 7     | 30,1  | 9     |
| Sitzverteilung in der Stadtverordnetenversammlung 2021Insgesamt 29 Sitze - SPD: 5 - UBG: 3 - FWG: 13 - CDU: 8 | UBG                               | Unabhängige Bürger Gedern                   | 11,8  | 3     | 11,3  | 3     | 8,4   | 3     | 6,2   | 2     | 7,3   | 2     |
| Sitzverteilung in der Stadtverordnetenversammlung 2021Insgesamt 29 Sitze - SPD: 5 - UBG: 3 - FWG: 13 - CDU: 8 | BLG                               | Bürgerliste Gedern                          | —     | —     | —     | —     | 4,6   | 1     | 6,8   | 2     | —     | —     |
| Sitzverteilung in der Stadtverordnetenversammlung 2021Insgesamt 29 Sitze - SPD: 5 - UBG: 3 - FWG: 13 - CDU: 8 | NPD                               | Nationaldemokratische Partei Deutschlands   | —     | —     | —     | —     | —     | —     | 1,5   | 1     | —     | —     |
| Sitzverteilung in der Stadtverordnetenversammlung 2021Insgesamt 29 Sitze - SPD: 5 - UBG: 3 - FWG: 13 - CDU: 8 | Grüne                             | Bündnis 90/Die Grünen                       | —     | —     | —     | —     | —     | —     | —     | —     | 6,1   | 2     |
| Sitzverteilung in der Stadtverordnetenversammlung 2021Insgesamt 29 Sitze - SPD: 5 - UBG: 3 - FWG: 13 - CDU: 8 | Gesamt                            | Gesamt                                      | 100,0 | 29    | 100,0 | 29    | 100,0 | 31    | 100,0 | 31    | 100,0 | 31    |
| Sitzverteilung in der Stadtverordnetenversammlung 2021Insgesamt 29 Sitze - SPD: 5 - UBG: 3 - FWG: 13 - CDU: 8 | Wahlbeteiligung in %              | Wahlbeteiligung in %                        | 50,6  | 50,6  | 45,7  | 45,7  | 43,0  | 43,0  | 45,0  | 45,0  | 50,1  | 50,1  |

### Bürgermeister

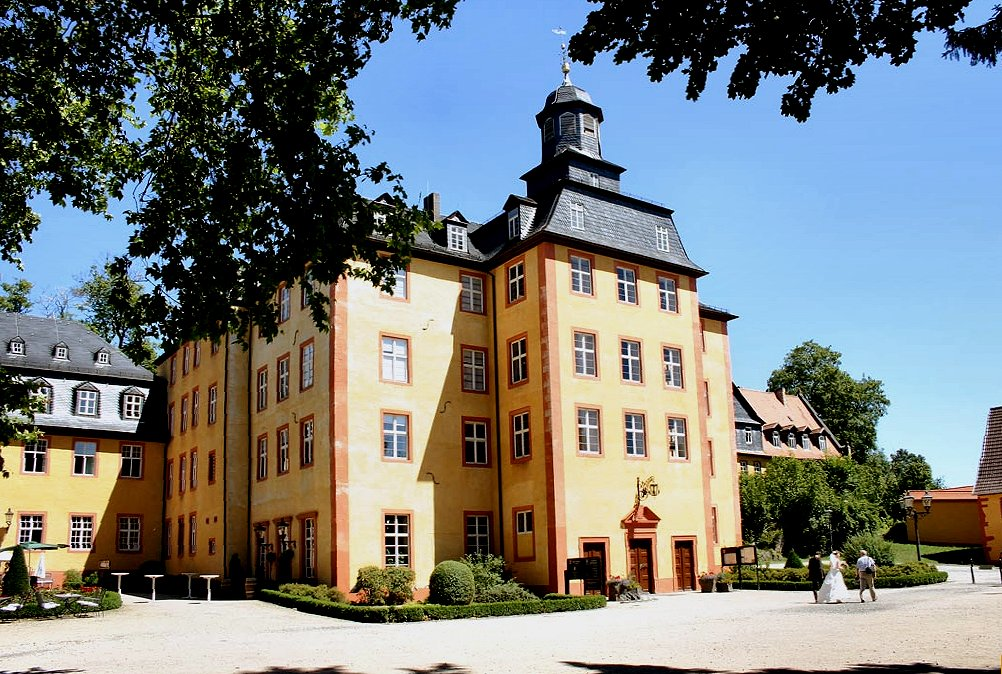
Gederner Schloss, heute Stadtverwaltung

Nach der hessischen Kommunalverfassung wird der Bürgermeister für eine sechsjährige Amtszeit gewählt, seit dem Jahr 1993 in einer Direktwahl, und ist Vorsitzender des Magistrats, dem in der Stadt Grünberg neben dem Bürgermeister ehrenamtlich ein Erster Stadtrat und acht weitere Stadträte angehören. Bürgermeister ist seit August/September 2015 der parteiunabhängige Guido Kempel, der bis dahin Hauptamtsleiter der Stadtverwaltung war. Sein Amtsvorgänger Klaus Bechtold (SPD) trat während seiner ersten Amtszeit Ende März 2015 aus gesundheitlichen Gründen in den Ruhestand. Der Erste Stadtrat Herbert Weber (FWG) leitete die Stadtverwaltung kommissarisch und die Wahl eines neuen Bürgermeisters musste vorgezogen werden. Guido Kempel erhielt am 5. Juli 2015 im ersten Wahlgang bei 49,1 Prozent Wahlbeteiligung 51,7 Prozent der Stimmen. Es folgte eine Wiederwahl ohne Gegenkandidaten im März 2021.
Amtszeiten der Bürgermeister
- 2015–2027 Guido Kempel[39]
- 2012–2015 Klaus Bechtold (SPD)[40]
- 2006–2011 Stefan Betz
- 1994–2005 Wolfgang Zenkert (CDU)
- 1982–1993 Rainer Schwarz (CDU)
- 1958–1981 Walter Merle (SPD)
- 1946–1957 Phillip Merkel
- 1945–1946 Ernst Wilhelm Oberheim
- 03/1945–05/1945 Heinrich Beyer (NSDAP)
- 1943–03/1945 Hermann Stöhr (NSDAP)?
- 1933–1943 Heinrich Beyer (NSDAP)
- 1919–1933 Otto Müller
- 1890–1919 Nispel
- 1876–1889 Oberheim
- 1850–1861 Oberheim
- 1837–1845 Carl
- 1787 Johann Müller
- 1837 Lauter
- 1826 Carl
- 1825 Landmann
- 1786 Johann Müller
- 1785 Christian Oberheim
- 1784 Christoph Meinhard
- 1783 Christian Stiebeling
- 1782 Joh. Peter Dondorf

### Ortsbeiräte
Für alle Stadtteile und die Kernstadt besteht je ein Ortsbezirk mit Ortsbeirat und Ortsvorsteher nach Maßgabe der §§ 81 und 82 HGO und des Kommunalwahlgesetzes in der jeweils gültigen Fassung.
Die Ortsbezirke sind durch die Gebiete der Stadtteile abgegrenzt und bestehen aus sieben bzw. für den Stadtteil Gedern aus neun Mitgliedern.
Deren Wahl erfolgt im Rahmen der Kommunalwahlen. Der Ortsbeirat wählt eines seiner Mitglieder zum Ortsvorsteher bzw. zur Ortsvorsteherin. Zur Zusammensetzung siehe die jeweiligen Stadtteile.

### Ortsbeirat Kernstadt Gedern
Bei den Kommunalwahlen in Hessen 2021 gehörten alle Kandidaten der „Bürgerliste Kernstadt Gedern“ an. Der Ortsbeirat wählte Ines Zajonc-Kaehler zur Ortsvorsteherin.

### Wappen

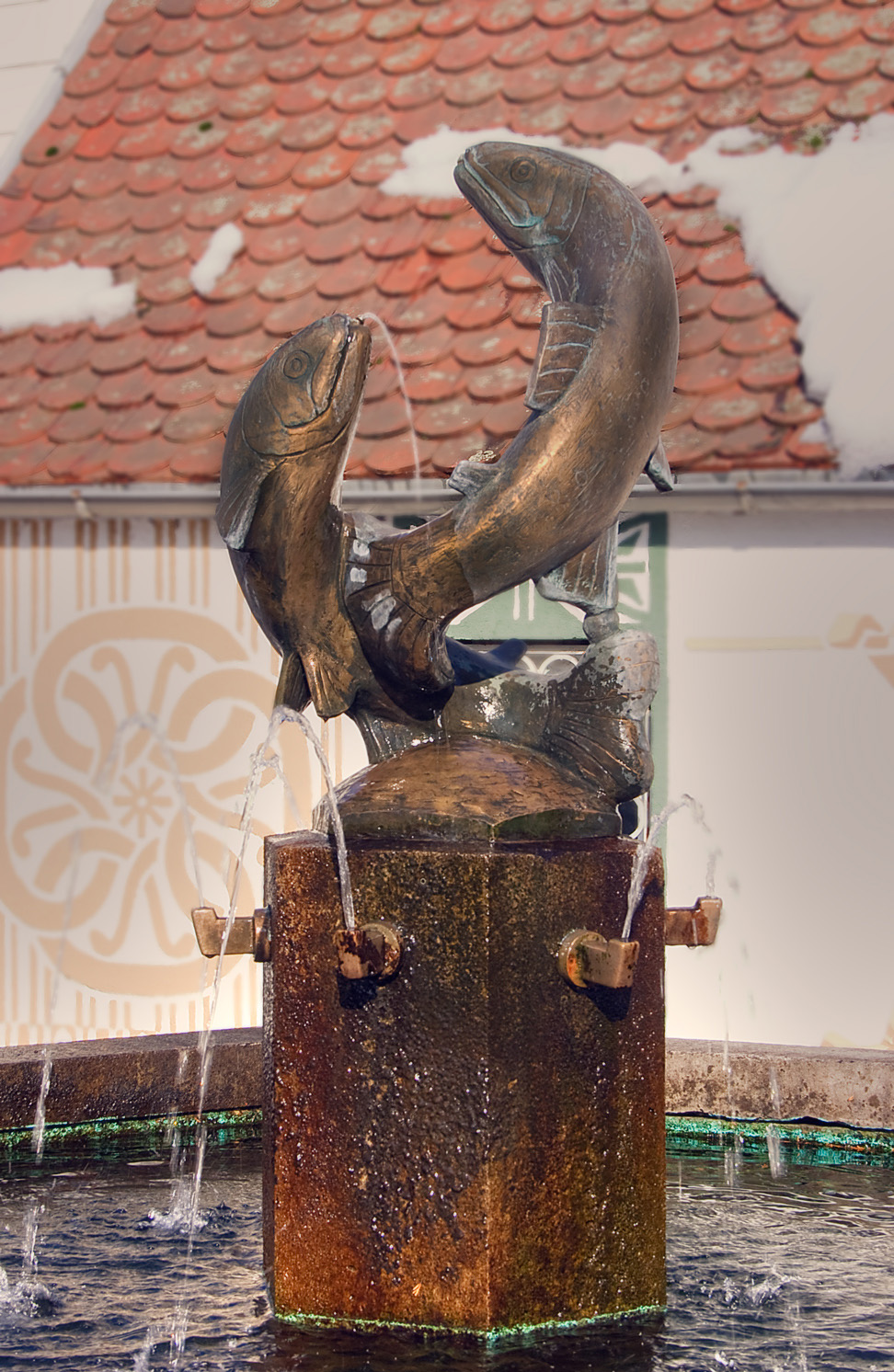
Forellenbrunnen der Stadt Gedern in Anlehnung an das Wappen der Stadt

Das Wappen wurde am 23. August 1926 vom Ministerium des Inneren genehmigt.
Blasonierung: „Auf rotem Feld mit zwei silbernen Pfählen zwei einander zugekehrte, pfahlweise gestellte Forellen in verwechselten Farben.“
1925/26 forschte man in Gedern nach einem alten Wappen der Stadt, jedoch ohne Erfolg. Im 1885 erschienenen Wappenbuch von Johann Siebmacher wurden ebenfalls keine Hinweise auf die Existenz eines alten Stadtwappens gefunden; im Gegenteil wurde dort behauptet, dass Gedern gar kein Wappen habe. Aufgrund dessen wurde ein Antrag auf Erteilung eines Wappens gestellt. Am 21. August 1926 unterbreitete das Ministerium des Inneren einen Vorschlag, der das Wappen so darstellt, wie es noch heute zu sehen ist. Die Begründung des Ministers lautete wie folgt: Das Haus Trimberg, mit dem Gederns Vergangenheit sehr verbunden ist, habe die Farben rot-weiß gehabt, ebenso wie das Land Hessen. Deshalb solle das Stadtwappen aus einem rot-weiß oder rot-silber gestreiften Schild bestehen. Des Weiteren sollten zwei nach außen gekrümmte Forellen das Wappen zieren. Als im Jahre 1417 in Wernigerode die Erbverbrüderung zwischen dem letzten Wernigeroder Grafen und Graf Botho zu Stolberg stattfand, wehte vom Turm des Wernigeroder Schlosses das Banner mit zwei roten Forellen auf weißem Feld. 1429 starb Graf Heinrich von Wernigerode und sein Wappen wurde zerbrochen. Die roten Forellen des zerbrochenen Wappens wurden vom Minister daher ebenfalls für das Stadtwappen vorgeschlagen. Am 31. August 1926 wurde dieser Vorschlag vom Gemeinderat Gederns genehmigt. Die Forellen passen symbolisch auch gut zum Wasser- und Fischreichtum der Stadt.

### Städtepartnerschaften
Seit 1992 (bezogen auf die Unterzeichnung des Partnerschaftsvertrags) ist Gedern mit der amerikanischen Stadt Columbia in Illinois verschwistert. Die Städtepartnerschaft hat ihren Ursprung in der Initiative von einigen Einwohnern Columbias, die nach ihren Ahnen forschten. Erst rund 150 Jahre nachdem 156 Leute aus Wenings und Umgebung in die USA (hauptsächlich Columbia und Waterloo) ausgewandert waren, wurden Verbindungen in die alte Heimat festgestellt. Dies geschah im Jahr 1990. Bereits ein Jahr später besuchte eine Delegation aus Gedern die Auswanderer in Columbia. Im April 1992 wurde während des Besuchs der Leute aus Columbia ein Freundschaftsvertrag unterzeichnet. Die offizielle Verschwisterungsfeier fand im Mai 1993 in Columbia, Illinois statt.
Des Weiteren ist Gedern seit 2004 mit der polnischen Stadt Polanow verschwistert. Der Stadtteil Wenings ist seit 1970 mit Nucourt in Frankreich verschwistert.

## Öffentliche Einrichtungen

### Bildungseinrichtungen
Gedern besitzt seit 1972 eine Gesamtschule mit einem Hauptschul-, Realschul- und Gymnasialzweig bis zur 10. Klasse.

### Freizeit- und Sportanlagen

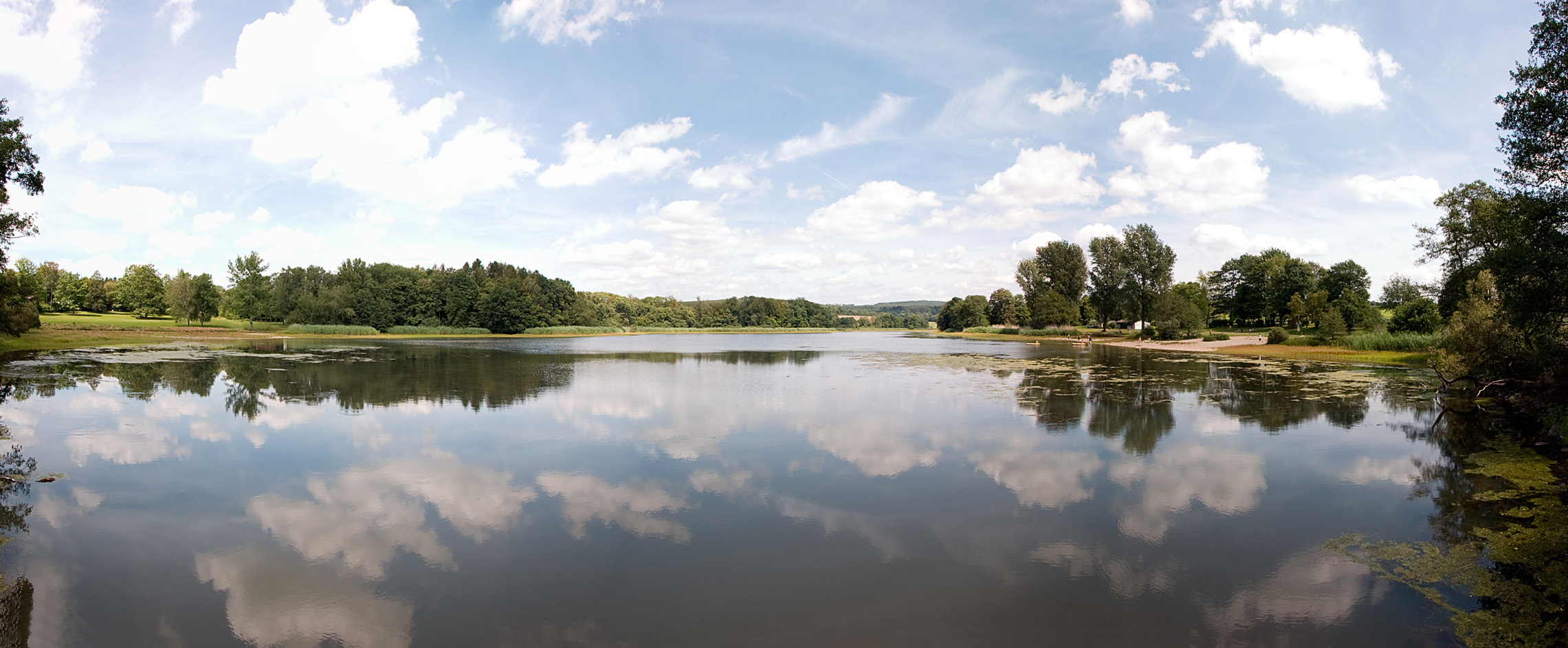
Der Gederner See in einer Panoramafotografie

Der Gederner See zieht im Sommer viele Camper und Badegäste an. Gedern verfügt weiter über ein beheiztes Hallenbad im Sportzentrum am Schmitterberg. Oberhalb des Gederner Sees liegt das Segelfluggelände Gedern.
Der so genannte Vulkanradweg verläuft auf der ehemaligen Bahnstrecke Stockheim–Lauterbach (Hess). Der Vulkanradweg ist Teil des Bahnradweg Hessen, der auf ehemaligen Bahntrassen ca. 250 km durch den Vogelsberg und die Rhön führt. Der ehemalige Bahnhof wird heute als Gaststätte genutzt. Im Ortsteil Ober-Seemen befindet sich das Kinder- und Jugendferiendorf des Landkreises Groß-Gerau.

## Wirtschaft
War Gedern in der ersten Hälfte des 20. Jahrhunderts eher landwirtschaftlich geprägt, profitiert es heute von einer Vielzahl an Geschäften und Supermärkten, sowie dem Naherholungsgebiet Gederner See und dem touristisch erschlossenen Vogelsberg.

## Verkehr

### Straßenverkehr
Gedern wird von der Bundesstraße 275 durchzogen, die von Lauterbach nach Bad Schwalbach im Taunus führt. Am nördlichen Ortsrand von Gedern zweigt die Bundesstraße 275 in die Bundesstraße 276 ab, die von dort nach Schotten führt. Diese Straßenanbindungen führen zu einem hohen Verkehrsaufkommen wegen des Pendlerverkehrs ins Rhein-Main-Gebiet.

### Öffentlicher Personennahverkehr
Bis 1975 war Gedern mit dem Zug auf der Vogelsbergbahn zwischen Glauburg-Stockheim und Lauterbach Nord erreichbar. Das örtliche Schienennetz wurde in den 1970er bis 1980er Jahren zurückgebaut. Heute befindet sich auf der alten Bahntrasse der Vulkanradweg.
Im ÖPNV wird die Stadt nunmehr auf verschiedenen Buslinien angefahren.

### Luftverkehr
Gedern verfügt über ein Segelfluggelände, das von Segelflugzeugen, selbststartenden Motorseglern und Luftfahrzeugen, soweit diese bestimmungsgemäß zum Schleppen von Segelflugzeugen oder Motorseglern zugelassen sind, angeflogen werden darf. Zudem besteht eine Sonderlandegenehmigung für eine historische Messerschmitt Bf 108 (D-EBFW).
Des Weiteren befindet sich auf einem Hügel zwischen dem Ortsteil Ober-Seemen und Kirchbracht ein Drehfunkfeuer, das für den internationalen Luftverkehr von Bedeutung ist. Das Funkfeuer wird unter anderem für An- und Abflüge auf dem Flughafen Frankfurt Main genutzt. Das Funkfeuer sendet, neben den Richtungsradialen, auf der Frequenz 110,80 MHz den Erkennungscode GED für Gedern als Morsezeichen ( − − ·   ·   − · · ).

## Kultur und Sehenswürdigkeiten
Gederner Schloss

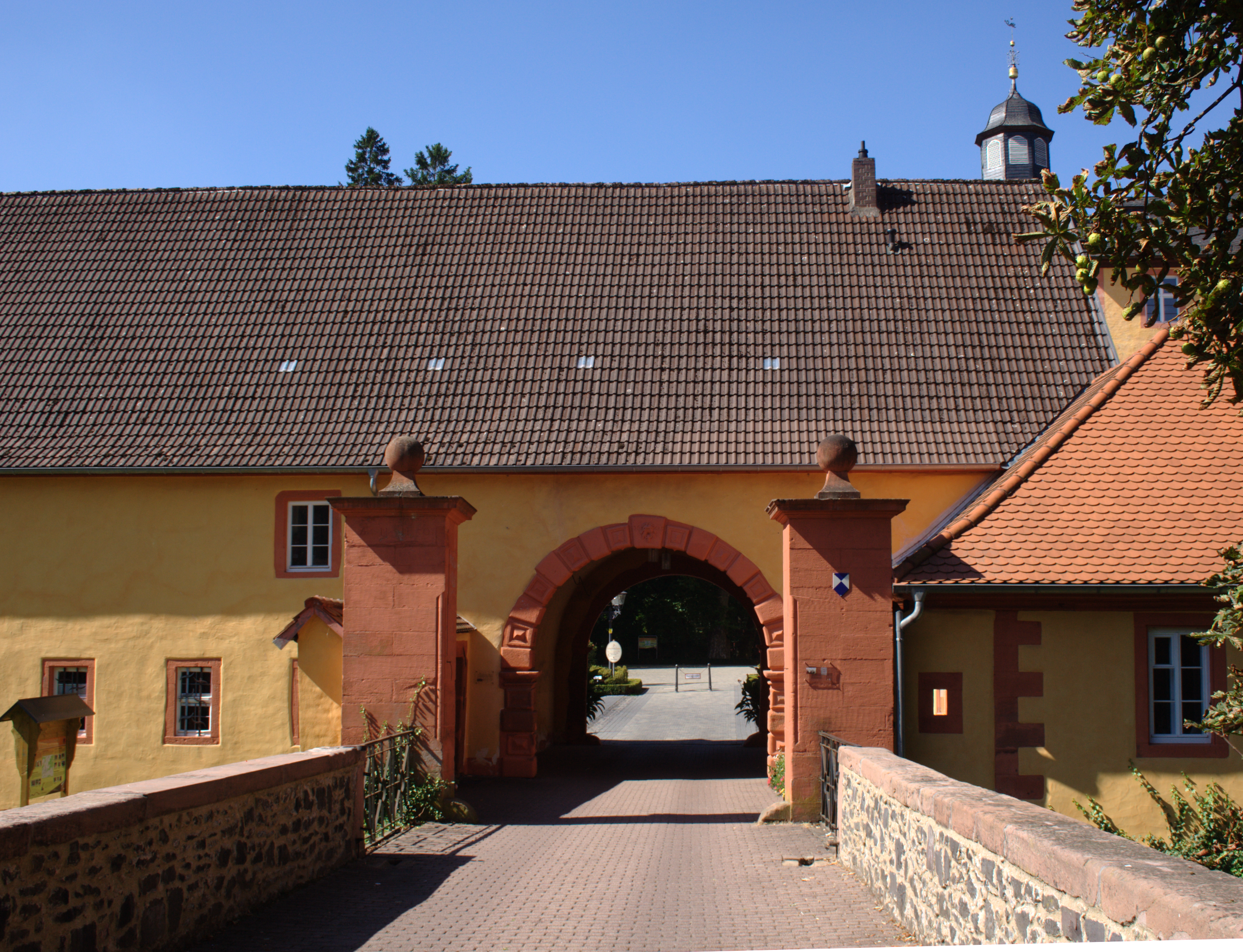
Gederner Schloss, Torhalle mit Brücke

Das Gederner Schloss entstand aus einer Befestigungsanlage des 14. Jahrhunderts.
Auf einigen Gebäuden, die sich auf dem Schlossberg befinden, sind die Jahreszahlen der Errichtung eingemeißelt; zumeist sind diese am obersten Stein eines (Tor-)Bogens zu sehen.
Anhand dieser Zahlen lässt sich gut erkennen, dass der Ausbau des Schlossareals in mehreren Etappen geschehen sein muss. Aber gerade durch die Jahreszahlen an den Gebäuden kommen einige geschichtlich interessante Fragen auf. So wurde die Torhalle mit der Brücke auf das Jahr 1605 datiert, allerdings wurde die Schlossmauer zum Teil bereits im Mittelalter errichtet. Der Mittelbau des Schlosses stammt aus dem Jahre 1706, fast 100 Jahre nach Errichtung des Torbogens.
1225 wird ein Zeuge Wolfram aus Gedern genannt, deshalb hat sich in Gedern auch der Name Wolframsburg erhalten.
Zu den ältesten Bauten der Schlossanlage zählt die Torhalle mit Brücke, Marstall und das Schilderhaus (1605), der Bau der alten Brauerei gegenüber der Torhalle stammt von 1679. Das Hauptgebäude entstand in verschiedenen Bauabschnitten, die auf die Jahre 1670–1710 datiert sind. Erhalten sind ebenfalls Schmiede und die Remise. Das Schlossanlage liegt in einem englischen Park.
Die Gebäude wurden bis 1927 von der Linie Stolberg bewohnt und dienten bis 1945 dem Arbeitsdienst als Unterkunft. Nach Kriegsende wurden in den Gebäuden Heimatlose und Flüchtlinge untergebracht. Am 1. August 1987 kaufte die Stadt Gedern das Schloss mit Nebengebäuden.
Nach umfangreicher Sanierung zog hier 1997 die Stadtverwaltung ein. Im ehemaligen Marstall sind eine Seifensiederei und das Stadtarchiv untergebracht. Im Torbogenhaus befindet sich ein kulturhistorisches Museum.
Des Weiteren befindet sich im Westflügel des Schlosses seit 2007 ein 4-Sterne-Hotel.
Weidenkirche
Die Weidenkirche im Stadtteil Steinberg wurde von den Bürgern errichtet, um den Gottesdienst auch in der freien Natur feiern zu können.

## Regelmäßige Veranstaltungen
- MSC-Gedern 74 e. V. Kartrennen „Großer Preis von Gedern“
- Internationales Teleskoptreffen Vogelsberg (ITV)
- Open-Air-Konzert im Schlosspark
- Seefest am Gederner See
- Gederner Stadtlauf
- Gassemäärt
- Elvis-Festival am Gederner See
- Nickelches-Määrt
- Ober-Seemer Markt

## Regionale Spezialitäten
In der Region rund um den Vogelsberg werden vereinzelt als lokale Spezialität die sogenannten Beulches und Spitzbube in Gaststätten mit traditioneller deutscher Küche angeboten. Beulches sind wurstförmige Kartoffelrollen, die aus einem Teig aus rohen geriebenen Kartoffeln, Lauch, Zwiebeln und Gewürzen bestehen. Meistens wird Dörrfleisch in diese Kartoffelmasse gegeben, als Variationen sind Kasseler, Blutwurst oder Speck möglich. Man serviert die Beulches, nachdem man sie in den namensgebenden kleinen Leinensäcken (Beulche ugs. Oberhessisch für kleiner Beutel) gekocht hat, zusammen mit Zwiebelsoße.
Spitzbuben werden ähnlich hergestellt, allerdings wird die Teigmasse nicht in Leinenbeuteln, sondern nach Formung in der Hand zu länglichen Klößen wie z. B. Schupfnudeln in siedendem Wasser gekocht. Die Bezeichnung bezieht sich auf die Form des entstandenen Kloßes mit spitzen Enden.
Bedingt durch die aufwändige und zeitintensive Herstellung werden Beulches oft nur für besondere Anlässe wie z. B. in Gedern für den Gassemäärt oder in der Gastronomie auf besondere Bestellung zubereitet. In früheren Zeiten bis nach dem Zweiten Weltkrieg waren sowohl Spitzbube als auch Beulches ein „Arme-Leute-Essen“, da hierfür verwertbare Fleisch- und Wurstreste mit in jeder Region angebauten Kartoffeln, Lauch und Zwiebeln vermengt wurden und so eine kostengünstige und nahrhafte Mahlzeit hergestellt werden konnte.

## Söhne und Töchter der Stadt
- Graf Christian Ernst zu Stolberg-Wernigerode (1691–1771), regierender Graf der Grafschaft Wernigerode
- Fürst Friedrich Carl zu Stolberg-Gedern (1693–1767), Besitzer der stolbergischen Herrschaft Gedern
- Gustav Adolf zu Stolberg-Gedern (1722–1757), königlicher Generalfeldwachtmeister
- Graf Christian zu Erbach-Schönberg (1728–1799), Statthalter des Deutschen Ordens
- Prinzessin Luise Maximiliana zu Stolberg-Gedern (1752–1824), Gräfin von Albany
- Eduard von Fransecky (1807–1890), preußischer General der Infanterie
- Karl Dornseiff (1812–1886), Rechtsanwalt und Abgeordneter
- Georg Christian Stiebeling (1830–1895), deutsch-amerikanischer Arzt und Sozialist
- Karl Köhler (1832–1895), evangelischer Theologe
- Gräfin Eleonore zu Stolberg-Wernigerode (1835–1903), Lieddichterin
- Fürst Otto zu Stolberg-Wernigerode (1837–1896), Politiker und Vizekanzler unter Otto von Bismarck
- Ludwig Klipstein (1864–1954), Sanitätsoffizier und Kreisarzt
- Edgar Itt (* 1967), Leichtathlet
- Sandra Minnert (* 1973), Fußballspielerin